# Acolasis lilacina
Acolasis lilacina är en fjärilsart som beskrevs av Butler 1879. Acolasis lilacina ingår i släktet Acolasis och familjen nattflyn. Inga underarter finns listade i Catalogue of Life.